# ポーラ婦人ニュース
『ポーラ婦人ニュース』（ポーラふじんニュース）は、1958年5月5日から1968年9月28日まで朝日放送（放送開始当初は前身会社の大阪テレビ放送）で放送されたニュースワイドショー形式の帯番組である。東京放送（現・TBSテレビ、放送開始当初は前身会社のラジオ東京 （KRT））との共同製作で、協和広告の媒介によりポーラ化粧品本舗（現・ポーラ）の一社提供で放送された。

## 概要
主婦層をターゲットにした番組で、様々なコーナーを設けて視聴者を獲得した。1959年10月から1960年6月までは13時台に放送されていたが、同年7月からは日本テレビで放送の『婦人ニュース』（1957年 - 1966年）と同じく12時台に放送されるようになった。
番組の終了後、同時間帯はTBS製作枠となり、同じくポーラ化粧品提供のテレビドラマ枠『ポーラテレビ小説』へと衣替えした。

## 放送時間
いずれもJST。
- ----当初の放送時間は不明----
- 月曜 - 土曜 13:00 - 13:15 （1959年10月 - 1960年6月）
- 月曜 - 土曜 12:45 - 13:00 （1960年7月 - 1968年3月）
- 月曜 - 金曜 12:45 - 13:00 （1968年4月 - 1968年9月）

## 出演者

### 司会
- 玉井孝（当時朝日放送アナウンサー）
- 稲田英子（当時朝日放送アナウンサー） - 放送開始当初は大阪テレビのアナウンサーとして在籍していた。
- 来栖琴子（当時TBSアナウンサー） - 放送終了までの9年間を担当。

### レギュラー
- 大屋政子

| 大阪テレビ→朝日放送・KRテレビ→TBS共同製作 POLA一社提供枠 | 大阪テレビ→朝日放送・KRテレビ→TBS共同製作 POLA一社提供枠 | 大阪テレビ→朝日放送・KRテレビ→TBS共同製作 POLA一社提供枠 |
| 前番組                                                   | 番組名                                                   | 次番組                                                   |
| -------------------------------------------------------- | -------------------------------------------------------- | -------------------------------------------------------- |
| -                                                        | ポーラ婦人ニュース （1958年5月 - 1968年9月）             | ポーラテレビ小説                                         |
| KRテレビ 平日13:00 - 13:15枠                             |                                                          |                                                          |
| 今日の演芸                                               | ポーラ婦人ニュース （1959年10月 - 1960年6月）            | おしゃべりサロン                                         |
| KRテレビ 土曜13:00 - 13:15枠                             |                                                          |                                                          |
| 劇場中継など                                             | ポーラ婦人ニュース （1959年10月 - 1960年6月）            | ゴールデンコックさん                                     |
| KRテレビ→TBS 平日12:45 - 13:00枠                         |                                                          |                                                          |
| 婦人の恋                                                 | ポーラ婦人ニュース （1960年7月 - 1968年9月）             | ポーラテレビ小説 （12:40 - 13:00）                       |
| KRテレビ→TBS 土曜12:45 - 13:00枠                         |                                                          |                                                          |
| ゴールデンコックさん                                     | ポーラ婦人ニュース （1960年7月 - 1968年3月）             | ポーラテレビ小説 （12:40 - 13:00）                       |